# Pavès
|  | Per al material de construcció de vidre, vegeu vidre emmotllat |

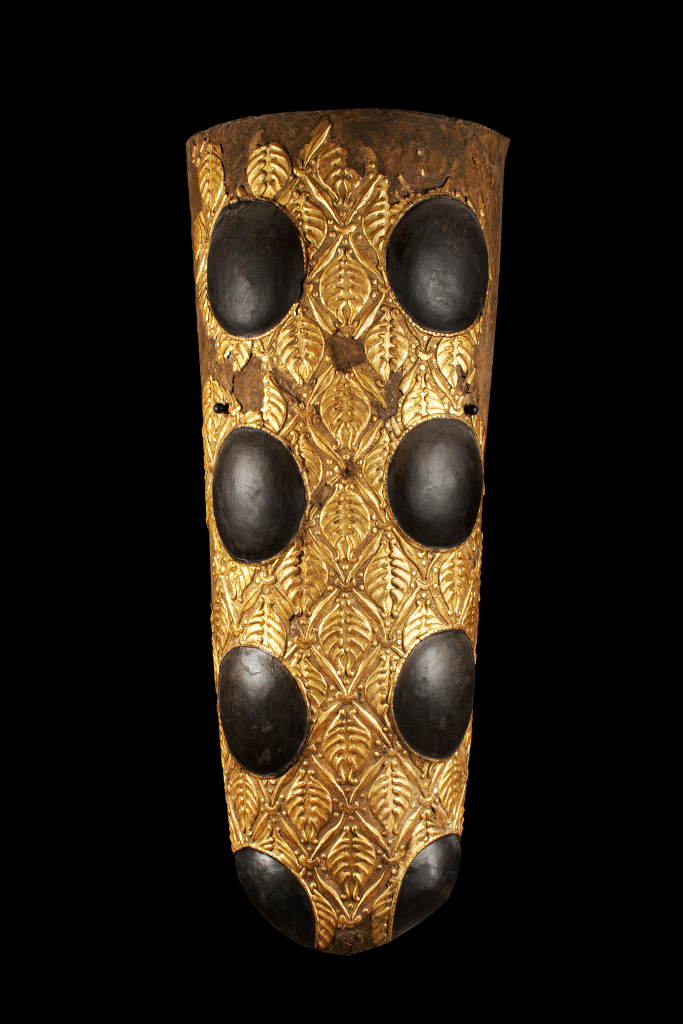
Pavès del llinatge Tarré. Finals del. Museu i Tresor de Santa Maria del Pi.

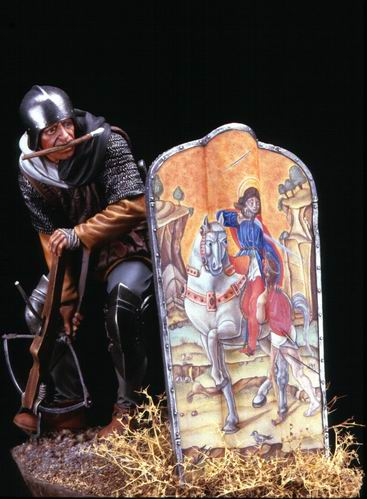
Model modern d'un ballester medieval amb un pavès decorat, tot plegat pintat per Ugo Pozzati, que li ha aplicat a l'escut una còpia de l'obra Sant Martí i el pobre, de Bartolomeo Vivarini (s. XV).

El pavès o pavés és un escut medieval llarg, rectangular i convex d'origen europeu que protegeix tot el cos.
El pavès era utilitzat primordialment pels ballesters en el període medieval, particularment durant els setges. Quan els ballesters recarregaven les seves armes, es protegien dels projectils llançats per l'enemic posant-se darrere el pavès, que s'aguantava plantat a terra subjectat amb una estaca o sostingut pel ballester, anomenat paveser o pavesat. Si l'estaca estava incorporada al pavès, hom parlava de pavès de punta. El pavès es caracteritza pel seu eix central prominent. Alguns d'aquests escuts anaven pintats amb l'Escut d'armes o amb imatges religioses.
Hi havia altres menes de pavesos, més petits, com els pavesos de braç i els que portaven els remers de les galeres al segle xv, que es deien pavesos de posta o pavesos de barrera, i que, posats un devora l'altre, formaven una empavesada. Els escuts més grossos que es posaven als costats de les altres embarcacions es deien mantellets.
Existia també un tipus de pavès amb una funció merament representativa, que s'utilitzava en l'àmbit funerari, a l'entorn del ritual cavalleresc del “Córrer les Armes” Eren pintats amb l'heraldica del difunt i penjats a les esglésies, a la paret de la capella on s'enterrava el cavaller. La pintura de pavès és considerada un art menor dins de la producció de la pintura gòtica i la construcció de retaules, encara que s'utilitzaven les mateixes tècniques artístiques. Han sobreviscut pocs exemples d'aquest tipus de pavès. La basílica de Santa Maria del Pi de Barcelona en conserva tres de finals del segle xiv i principis del XV, pertanyents als llinatges dels Torres, senyors d'Almenara Alta i dels Tarré, que ara són exposats al seu museu i tresor. Altres exemples es troben al Museu de Belles Arts de Castelló, que conserva dos conjunts de tarja i pavès del segle xv pertanyents als llinatges dels Cervelló i dels Cornell, i la Seu de Mallorca que en posseeix tres també del segle xv.